# Pinpass
Pinpass es un sistema de pago en comercios mediante el ingreso de un PIN (o NIP en español), creado en Chile por la empresa Transbank, la cual administra todas las tarjetas de crédito y de débito bancarias del país.
El sistema consiste en que, al momento de realizar una compra, la persona debe ingresar una clave secreta de cuatro dígitos para que la compra sea aprobada. A su vez, ya no es requisito mostrar el Carnet de identidad al empleado del comercio ni firmar el comprobante de pago que se entregaba en el sistema antiguo.
Pinpass comenzó a funcionar el mes de junio de 2009 en una cantidad limitada de comercios (farmacias, supermercados, estaciones de servicio).
A partir del 30 de mayo de 2010 se dio por concluida la marcha blanca y empezó a funcionar de forma obligatoria en todos los comercios del país que estaban asociados a Transbank.
Para utilizar pinpass hay que contactar con el banco donde se emitió la tarjeta y consultar las instrucciones para su activación, la cual puede ser mediante su respectivo sitio web, vía telefónica, cajeros automáticos o directamente en las oficinas del banco respectivo. Si la persona había habilitado previamente una clave de cuatro dígitos para realizar avance en efectivo, entonces puede usar esa clave como pinpass.
El sistema solo está diseñado para compras presenciales en la moneda en curso del país (Peso chileno, CLP). Para compras vía internet en pesos se está usando el sistema Webpay Plus, que autoriza los cargos a dichas tarjetas luego de ingresar una clave de seis cifras generada al azar. En el caso de compras en dólares vía internet se sigue con el sistema actual.
Los ciudadanos extranjeros en Chile seguirán comprando en el comercio con el sistema antiguo (mostrando el pasaporte y la firma del documento de venta).